# بورتريه

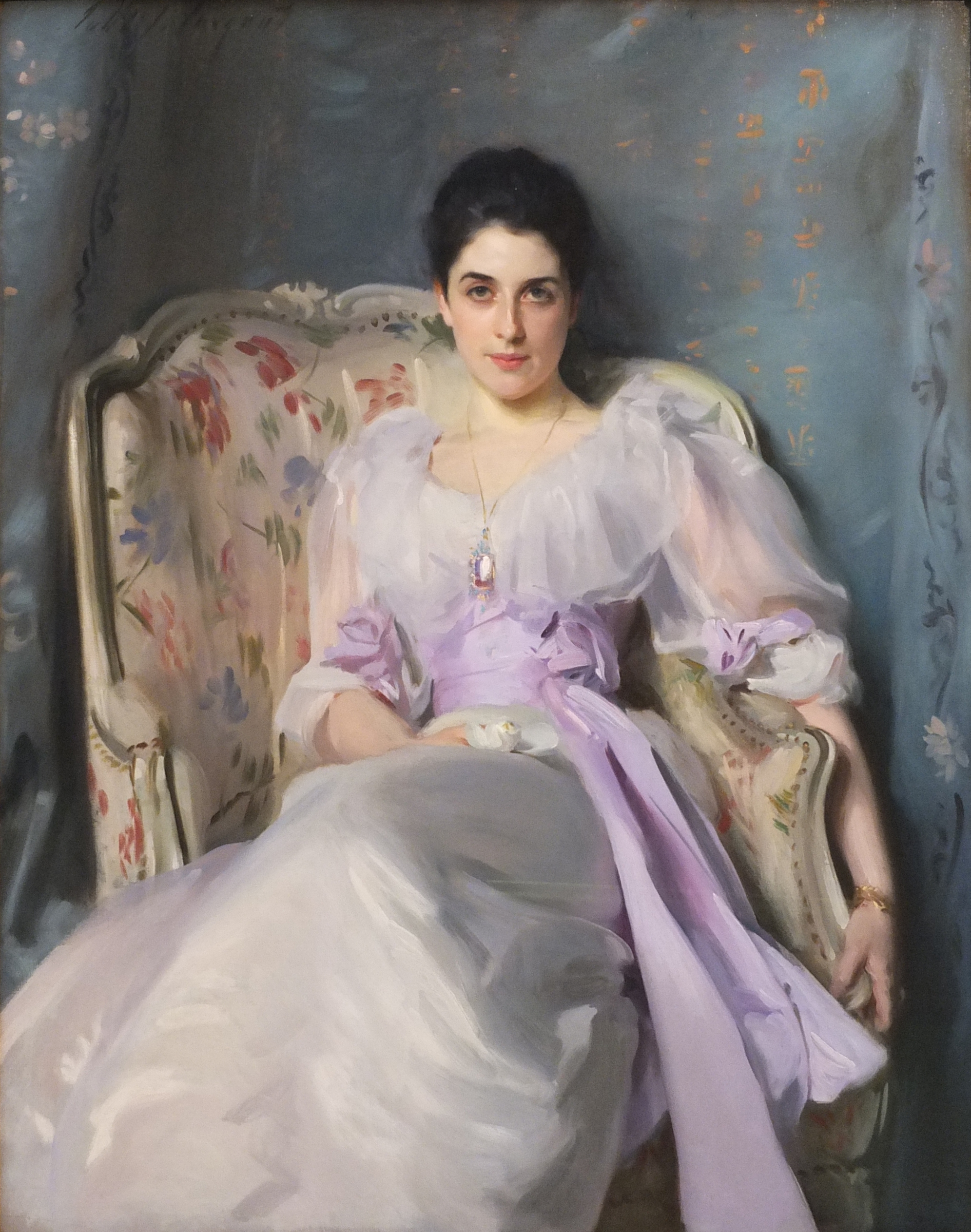
بورترية السيدة أجنيو بريشة جون سنجر سارجنت عام 1892 ، يصور العمل «جيرترود أجنيو» ، زوجة السير أندرو أغنيو، الباروني التاسع. وهي مملوكة للمعرض الوطني الاسكتلندي في إدنبرة ، اسكتلندا.

الصورة الشخصية (مرادفات) أو البورتريه هو لوحة أو صورة أو نحت أو تمثيل فني أو غير ذلك لشخص، في مواجهة. والقصد من ذلك هو عرض شبه، شخصية، وحتى مزاج الشخص. ولهذا السبب، في التصوير الفوتوغرافي ألبورتريه صورة عامة ليست لقطة، وإنما تكون صورة للشخص في وضع ثابت. غالباً ما تُظهر البورتريه صورة الشخص مباشرة في الرسام أو المصور.

## فن تصوير البورتريه
تصوير البورتريه هو تصوير شخص أو مجموعة من الأشخاص، وهو مثل فن البورتريه هدفه هو إظهار ملامح الوجوه وتعبيراتها. وأهم العناصر المؤثرة في تصوير البورتريه هي الإضاءة، حيث تعبير الوجه والشخصية التي يعكسها قد يتغير بتَغيير الضوء الساقط عليه.
فمثلا في التصوير الخارجي، يعتبر أسوأ وقت لتصوير الوجه هو عندما تكون الشمس مرتفعة في وسط السماء فالوجوه تكون مضاءة بقوه من أعلى مما يجعل العينين في عمق ظل أسود، ولكن عندما يكون السماء بها غيوم فإن تصوير الوجه يكون جميلاً.

## فن رسم البورتريه
فن البورتريه هو فن رسم الشخصية من وجهة نظر الرسام في شخصية الإنسان الذي يرسمه. يعتبر فن البورتريه أحد أنواع الرسم التي ينظر إليها الفنانون على أنها معقدة، لاعتمادها على تقديم الشخصية عبر ملامح الوجه.
استمر الربط بين الفنون والدين حتى العصر اليوناني-الروماني في مصر . وكانت النقوش الدينية والمواضيع الأسطورية، على التوابيت، من أهم معالم الفن الهلليني. وكان من أهم الإضافات التي شاع استخدامها في ذلك العصر، تصوير الوجه البشري على نحو يماثل فن التصوير النصفي (البورتريه حالياً). كما شاعت كذلك أقنعة المومياوات والأقنعة الجنائزية التي تحمل صورة وجه المتوفى. وهذه كانت توضع مباشرة على وجه المتوفى، حاملة ملامح وقسمات الوجه الفعلية، لكي يتسنى لروح المتوفى التعرف على جسده. وكثيراً ما كانت التوابيت تُصنع في هيئة الشخص المتوفى نفسه.ويمكن إرجاع تاريخ ظهور فن تصوير الوجه أو البورتريه إلى القرن الثاني الميلادي، وقد بدأ في مقابر المسيحيين الأوائل. ولم يكن الأشخاص المصورون، في البداية، مرتبطين مباشرة بالديانة الجديدة، ولكن قصص الإنجيل والمواضيع الرمزية ظهرت تدريجياً، إلى أن بدأ رسم السيدة العذراء والسيد المسيح: مباشرة، وبوضوح.

بورترية بيندو التوفيتي لوحة زيتية بريشة رسام عصر النهضه الايطالي رافائيل، يرجع تاريخها إلى حوالي عام 1514 ، الآن ضمن مجموعة المعرض الوطني بواشنطن.

## فن رسم الاشخاص الذاتي
البورتريه الذاتي عندما يخلق الفنان صورة له. وأمثلة عديدة يمكن تحديدها في أواخر العصور الوسطى، ولكن إذا مدد هذا التعريف كان البورتريه الذاتي الأول من قبل الفرعون المصري اخناتون 1365 قبل الميلاد.

## المرادفات
مرادفات: للصورة الشخصية (بالفرنسية: Portrait) (نقحرة: بورتريه) أسماء مرادفة:  أو الصورة أو صورة شخص أو صورة إنسان أو الصورة النصفية أو  فن رسم الأشخاص